# Takashi Miki
Takashi Miki (三木 隆司 Miki Takashi?), född 23 juli 1978 i Kanagawa prefektur, är en japansk före detta fotbollsspelare.
Miki började sin karriär 1997 i Bellmare Hiratsuka. 2000 flyttade han till Oita Trinita. Han spelade 216 ligamatcher för klubben. Efter Oita Trinita spelade han för Nagoya Grampus och Tokushima Vortis. Han avslutade karriären 2013.